# Perdita xanthochroa
Perdita xanthochroa är en biart som beskrevs av Timberlake 1960. Perdita xanthochroa ingår i släktet Perdita och familjen grävbin. Inga underarter finns listade i Catalogue of Life.